# РК Леотар
Рукометни клуб Леотар је клуб из Требиња, основан 1956. године. Утакмице игра у Спортској дворани Милош Мрдић, а такмичи се у Премијер лиги БиХ

## Трофеји
- Прва лига РС
  -  (1): 2010/11.
  -  (1): 2017/18.[1]